# 14. august
14. august er dag 226 i året i den gregorianske kalender (dag 227 i skudår). Der er 139 dage tilbage af året.
Eusebius dag. En romersk præst, som efter 7 måneders fængsel døde i 357.
Det er nationaldag i Pakistan.

### Begivenheder
Født - Dødsfald
- 1457 - Den ældste daterede trykte bog udkommer fra Johann Fust i Mainz. Bogen hedder "Psalterium Meguntium"[kilde mangler].
- 1880 - Byggeriet af domkirken i Köln, Kölner Dom, der blev påbegyndt i 1248, afsluttes.[1]
- 1885 - Det første patent udstedes i Japan; det udsteds til opfinderen af rustbeskyttende maling.[2]
- 1893 - Frankrig indfører som det første land i verden registrering af motorkøretøjer.[3]
- 1900 - Ottenationsalliancen besætter Peking i en offensiv for at stoppe Bokseropstanden i Qing-dynastiets Kina.[4]
- 1935 - Præsident Franklin D. Roosevelt underskriver 'Social Security Act', en lov, der etablerer et pensionssystem i USA.[5]
- 1936 - Den sidste offentlige henrettelse i USA foretages i Kentucky, da drabs- og voldtægtmanden Rainey Bethea hænges foran et offentligt publikum.[6]
- 1941 - Winston Churchill og Franklin D. Roosevelt underskriver Atlanterhavserklæringen, en hensigtserklæring om verden efter 2. verdenskrig. Den regnes som det første skridt henimod oprettelsen af NATO.[7]
- 1947 - Pakistan oprettes som selvstændig stat som led i Indiens deling og ophøret af Britisk Indien.[8]
- 1959 - Kunstmuseet Louisiana i Humlebæk indvies.
- 1969 - Storbritanniens premierminister Harold Wilson sætter tropper ind i Nordirland for at bringe uroligheder mellem katolikker og protestanter til ophør - dog uden held.[9]
- 1971 - Bahrain erklærer uafhængighed fra Storbritannien.[10]
- 1974 - Efter en kortvarig våbenhvile på Cypern erobrer den tyrkiske hær en tredjedel af øen, som bliver delt i to.
- 1980 - Lech Wałęsa og hans kolleger på skibsværftet i Gdansk indleder de strejker, der senere fører til dannelsen af Solidarność og et systemskifte i Polen.[11]
- 1989 - Sydafrikas præsident Pieter Willem Botha går af på grund af politiske uenigheder med udenrigsminister Frederik Willem de Klerk, der dagen efter overtager præsidentposten.
- 1991 - Med 117 stemmer for og 42 imod vedtager Folketinget etableringen af en Øresundsbro.
- 1991 - Danske Jan Bo Petersen vinder VM-bronze i 4.000 meter individuelt forfølgelsesløb ved VM i banecykling i Stuttgart i Tyskland. Guldet går til tyske Jens Lehmann.
- 1993 - VM i atletik starter i Stuttgart, Tyskland, og Danmark får sin første VM-medalje nogensinde i atletik, da Renata Pytełewska-Nielsen får bronze i længdespring med 6,75 meter.
- 1994 - Terroristen Ilich Ramírez Sánchez, også kendt som "Sjakalen Carlos", tages til fange.[12]
- 1996 - Danmarks fodboldlandshold vinder 1-0 over Sverige i den nye landstræner Bo Johanssons første kamp.
- 1999 - Det sidste brofag på Øresundsbroen lægges på plads, og den danske kronprins Frederik og den svenske kronprinsesse Victoria mødes symbolsk på midten.
- 2001 - Popgruppen Aqua går i opløsning.
- 2003 - Strømsvigt i store dele af de nordøstlige stater i USA og territorier i Canada, da i alt 22 kraftværker er gået ned.
- 2004 - Statsminister Anders Fogh Rasmussen modtager prisen Årets laks ved Copenhagen Pride for sin udtalelse om, at bøsser og lesbiske bør kunne indgå ægteskab.
- 2007 - Vikingeskibet Havhingsten fra Glendalough ankommer til Dublin.
- 2015 - USA's ambassade i Havana i Cuba åbner efter at have været lukket i 54 år.[13]

### Født
- 1688 - Frederik Vilhelm 1., preussisk konge (død 1740).
- 1777 - H.C. Ørsted, dansk fysiker (død 1851).
- 1867 - John Galsworthy, engelsk forfatter og modtager af Nobelprisen i litteratur (død 1933).
- 1878 - Harald Kidde, dansk forfatter (død 1918).
- 1899 - Alma Reville, britisk filmklipper og manuskriptforfatter (død 1982).
- 1910 - Jens Sigsgaard, dansk pædagog og forfatter (død 1991).
- 1914 - Poul Hartling, dansk folketingspolitiker, statsminister og FN's flygtningehøjkommissær (død 2000).
- 1916 - Søren Melson, dansk maler og instruktør (død 1984).
- 1924 - Holger Juul Hansen, dansk skuespiller (død 2013).
- 1925 - Ole Wisborg, dansk skuespiller (død 1978).
- 1926 - René Goscinny, fransk tegneserieforfatter (død 1977).
- 1928 - Maria Giacobbe, italiensk-dansk forfatter (død 2024).
- 1941 - David Crosby, amerikansk sanger og sangskriver Byrds og Crosby, Stills, Nash & Young (død 2023).
- 1945 - Steve Martin, amerikansk komiker og skuespiller.
- 1945 - Wim Wenders, tysk filminstruktør.
- 1947 - Danielle Steel, amerikansk forfatter.
- 1947 - Anni Svanholt, dansk politiker.
- 1949 - Morten Olsen, dansk fodboldspiller og -landstræner.
- 1950 - Gary Larson, amerikansk tegneserieskaber.
- 1959 - Magic Johnson, amerikansk basketballspiller.
- 1960 - Sarah Brightman, engelsk sanger.
- 1962 - Kevin Harris, canadisk skateboarder.
- 1965 - Emmanuelle Béart, fransk skuespiller.
- 1966 - Halle Berry, amerikansk skuespillerinde.
- 1968 - Lars Bukdahl, dansk forfatter og kritiker.
- 1969 - Stig Tøfting, dansk fodboldspiller.
- 1985 - Peter Falktoft, dansk TV-, podcast- og radiovært.
- 1991 - Henrik Harlaut, svensk freestyle-skier.

### Dødsfald
- 1888 - C.C. Hall, dansk politiker og konsejlspræsident (født 1812).
- 1894 - Virginia Louisa Minor, amerikansk kvindesagsforkæmper (født 1824).
- 1941 - Maximilian Kolbe, polsk munk og martyr (født 1891) - henrettet i koncentrationslejr.
- 1951 - William Randolph Hearst, amerikansk bladudgiver (født 1863).
- 1956 - Bertolt Brecht, tysk forfatter (født 1898).
- 1976 - Egon Mathiesen, dansk forfatter og maler (født 1907).
- 1984 - J.B. Priestley, engelsk forfatter (født 1894).
- 1985 - Bo Thrige Andersen, dansk trommeslager (født 1948).
- 1988 - Enzo Ferrari, italiensk bildesigner (født 1898).
- 1988 - Kay Sørensen, dansk jazzmusiker. (født 1938).
- 1994 - Elias Canetti, bulgarsk-østrigsk-engelsk forfatter og modtager af Nobelprisen i litteratur (født 1905).
- 2004 - Czesław Miłosz, polsk forfatter og modtager af Nobelprisen i litteratur (født 1911).
- 2019 - Simon Grotrian, dansk lyriker og forfatter (født 1961).

## Reflist
1. ↑  Lenman, Robin (1997). Artists and Society in Germany, 1850-1914 (engelsk). Manchester University Press. s. 16. ISBN 978-0-7190-3636-1.
2. ↑  Goel, Deepa; Parashar, Shomini (2013). IPR, Biosafety and Bioethics (engelsk). Pearson Education India. s. 43. ISBN 978-93-325-1424-9.
3. ↑  "When was the first driving licence issued?". The National Motor Museum Trust. Hentet 16. marts 2021.
4. ↑  "Boxer Rebellion | Significance, Combatants, & Facts". Encyclopedia Britannica (engelsk). Hentet 16. marts 2021.
5. ↑  "Social Security Act | History & Facts". Encyclopedia Britannica (engelsk). Hentet 16. marts 2021.
6. ↑  "The Last Hanging: There Was a Reason They Outlawed Public Executions (Published 2001)". The New York Times. 6. maj 2001. Hentet 16. marts 2021.
7. ↑  "Atlantic Charter | History & Definition". Encyclopedia Britannica (engelsk). Hentet 16. marts 2021.
8. ↑  "In pictures: Pakistan marks Independence Day". BBC News. 14. august 2017. Hentet 16. marts 2021.
9. ↑  "Service in Staffordshire marks 50 years since start of Operation Banner". BBC News. 14. august 2019. Hentet 15. marts 2021.
10. ↑  Law, Principal V. M. Salgaocar College of Law & Dean of Faculty of; University, Goa; D’Souza, Dr Anthony (26. marts 2009). World Constitutionalism (engelsk). Cambridge Scholars Publishing. s. 181. ISBN 978-1-4438-0910-8.
11. ↑  "Lech Walesa | Biography, Solidarity, Nobel Prize, & Facts". Encyclopedia Britannica (engelsk). Hentet 16. marts 2021.
12. ↑  "Carlos the Jackal Fast Facts". CNN. Hentet 16. marts 2021.
13. ↑  "US embassy in Cuba formally reopens: 'A day for pushing aside old barriers'". The Guardian (engelsk). 14. august 2015. Hentet 15. marts 2021.

|  | Denne datoartikel kan blive bedre, hvis der indsættes et (bedre) billede Du kan hjælpe ved at afsøge Wikimedia Commons for et passende billede eller uploade et godt billede til Wikimedia Commons iht. de tilladte licenser og indsætte det i artiklen. |